# گرگ لوران
جوزف مازلو (به انگلیسی: Greg Lauren) (زاده ۶ ژانویه ۱۹۷۰) بازیگر و نقاش آمریکایی است.
از فیلم‌های معروف او می‌توان به بازی در فیلم طراح مراسم ازدواج، زنان در دردسر اشاره کرد.